# Béla Bay
Béla Bay (* 8. Februar 1907 in Szinérváralja, Königreich Ungarn; † 26. Juli 1999 in Budapest) war ein ungarischer Fechter.

## Erfolge
Bay gewann bei den Weltmeisterschaften 1935 in Lausanne mit der Florett-Mannschaft die Bronzemedaille. Er nahm an den Olympischen Sommerspielen 1936 in Berlin und 1948 in London jeweils mit dem Degen und dem Florett teil. Von 1951 bis 1961 und von 1968 bis 1976 war er ungarischer Nationaltrainer. Er wurde 1999 mit dem Ungarischen Heritage Award ausgezeichnet.